# Al-Fau (Irak)
Al-Fau (arab. الفاو) – miasto w Iraku, w muhafazie Al-Basra. Liczy 25 105 mieszkańców.